# Narząd Oudemansa
Narząd Oudemansa – narząd w postaci okrągłych jamek umieszczonych na krawędzi głowy, występujący u pcheł. Jego funkcja nie został poznana.